# Matia Bazar
Matia Bazar – włoski zespół muzyczny, grający muzykę popową, założony w 1975 roku w Genui. 
Grupa jedenaście razy wystąpiła podczas Festiwalu Piosenki Włoskiej w San Remo, nagrała 28 albumów. Pierwszą wokalistką została Antonella Ruggiero, którą od 1989 roku zastępowała Laura Valente. W 1998 roku na jej miejsce trafiła Silvia Mezzanotte. W 1979 roku zespół reprezentował Włochy podczas 24. Konkursu Piosenki Eurowizji z utworem „Raggio di luna”, z którym zajęli 15. miejsce w finale.

## Dyskografia
- 1976 - Matia Bazar 1
- 1977 - Gran Bazar
- 1977 - L'oro dei Matia Bazar
- 1978 - Semplicita'
- 1979 - Tournée
- 1980 - Il tempo del sole
- 1981 - ..Berlino... Parigi... Londra
- 1983 - Tango
- 1984 - Aristocratica
- 1985 - Melanchólia
- 1987 - Meló
- 1988 - Matia Bazar - Best
- 1989 - Red corner
- 1991 - Anime pigre
- 1991 - Tutto il meglio dei Matia Bazar
- 1993 - Dove le Canzoni si avverano
- 1995 - Radiomatia
- 1997 - Benvenuti a Sausalito
- 2000 - Brivido caldo
- 2001 - Dolce canto
- 2002 - Messagi dal vivo
- 2005 - Profili svelati

### Single winylowe
- 1975 - "Stasera che sera/Io, Matia"
- 1975 - "Per un'ora d'amore/Cavallo bianco"
- 1976 - "Che male fa/Un domani sempre pieno di te"
- 1977 - "Ma perché/Se..."
- 1977 - "Solo tu/Per un minuto e poi"
- 1977 - "Mr Mandarino/Limericks"
- 1978 - "...e dirsi ciao/Ma che giornata strana"
- 1978 - "Tu semplicità/E così"
- 1979 - "Raggio di luna/Però che bello"
- 1979 - "C'è tutto un mondo intorno/Per amare cosa vuoi"
- 1980 - "Italian sinfonia/Non mi fermare"
- 1980 - "Il tempo del sole/Mio bel Pierrot"
- 1982 - "Fantasia/Io ti voglio adesso"
- 1983 - "Vacanze romane/Palestina"
- 1984 - "Aristocratica/Milady"
- 1985 - "Souvenir/Sulla scia"
- 1985 - "Ti sento/Fiumi di parole"
- 1987 - "Noi/Ai confini della realtà"
- 1988 - "La prima stella della sera/Mi manchi ancora"

### Single CD
- 1989 - "Stringimi/Il mare"
- 1991 - "Voloanch'io/Si può ricominciare"
- 1991 - "Fantasmi dell'Opera/Sei come me"
- 1992 - "Piccoli Giganti/C'era una volta"
- 1993 - "Dedicato a Te"
- 1993 - "Svegli nella notte"
- 1995 - "La scuola dei serpenti"
- 1997 - "Quando non ci sei"
- 1997 - "Parola Magica"
- 1997 - "Sotto il cielo del destino"
- 2000 - "Brivido Caldo"
- 2000 - "Non abbassare gli occhi"
- 2002 - "Messaggio d'Amore"
- 2005 - "Grido d'Amore"